# Pierwsza dama
Pierwsza dama – honorowy tytuł przysługujący żonie głowy danego państwa, terytorium, stanu lub prowincji (np. prezydenta). Gdy głowa państwa ma za partnera życiowego mężczyznę, przysługuje mu tytuł pierwszy dżentelmen lub pierwszy kawaler. Tytulaturę taką stosuje się jedynie w ustroju republikańskim.
Gdy głowa państwa nie jest w stałym związku, niektóre funkcje pierwszej damy lub kawalera (ale nie tytuł) przejąć może inna bliska głowie państwa osoba, na przykład córka lub bratowa. W latach 2012–2017 w Niemczech miała miejsce nietypowa sytuacja, gdy prezydent federalny Joachim Gauck był żonaty, ale w separacji z żoną, a rolę pierwszej damy pełniła konkubina prezydenta, Daniela Schadt.
W monarchiach odpowiednikiem jest królowa małżonka, książę małżonek.
Funkcja pierwszej damy (pierwszego dżentelmena) jest w różnych państwach w różny sposób sformalizowana – jest głównie reprezentacyjna i ceremonialna. W przypadku przyjmowania oficjalnych gości „pierwsza dama” pełni honory pani domu, natomiast przy składaniu oficjalnych wizyt głowa państwa i ona są parą głównych gości. Często pierwsze damy zajmują się promocją działań o charakterze społecznym, charytatywnym, kulturalnym lub podobnym, na przykład poprzez obejmowanie honorowego patronatu nad tego rodzaju inicjatywami.

## Polska
W Polsce funkcja pierwszej damy wiąże się jedynie z obowiązkami reprezentacyjnymi. Małżonka prezydenta nie ma obowiązku występować publicznie, ale zazwyczaj to czyni. 
Pojęcie „pierwsza dama” funkcjonuje w polszczyźnie od niedawna: dopiero w III Rzeczypospolitej zaczęto tak określać żonę prezydenta. W II Rzeczypospolitej określenie to nie funkcjonowało, a w Polsce Ludowej, poza okresem lat 1947-1952 i 1989 r. głowa państwa była organem kolegialnym (Rada Państwa).
Od 6 sierpnia 2025 roku tytuł pierwszej damy Polski przysługuje Marcie Nawrockiej.